# Liste der denkmalgeschützten Objekte in Fürstenfeld
Die Liste der denkmalgeschützten Objekte in Fürstenfeld enthält die 41 denkmalgeschützten, unbeweglichen Objekte der Gemeinde Fürstenfeld im steirischen Bezirk Hartberg-Fürstenfeld.

## Denkmäler
- /0/idsDoes not match the regex pattern ^Q[1-9]\d{0,19}(\s*,\s*Q[1-9]\d{0,19})*$
- /0/idsString value found, but an array is required
- /0/idsFailed to match exactly one schema
- /0/titleThe property title is required
- /0/serviceDoes not have a value in the enumeration ["page"]
- /0Failed to match exactly one schema
- /0/geometriesThe property geometries is required
- /0/typeDoes not have a value in the enumeration ["GeometryCollection"]
- /0/typeDoes not have a value in the enumeration ["MultiPolygon"]
- /0/typeDoes not have a value in the enumeration ["Point"]
- /0/typeDoes not have a value in the enumeration ["MultiPoint"]
- /0/typeDoes not have a value in the enumeration ["LineString"]
- /0/typeDoes not have a value in the enumeration ["MultiLineString"]
- /0/typeDoes not have a value in the enumeration ["Polygon"]
- /0/coordinatesThe property coordinates is required
- /0/geometryThe property geometry is required
- /0/typeDoes not have a value in the enumeration ["Feature"]
- /0/featuresThe property features is required
- /0/typeDoes not have a value in the enumeration ["FeatureCollection"]

| Foto  |                 | Denkmal                                                                                                | Standort                                                                  | Beschreibung | Metadaten |
| ----- | --------------- | --- | ------------------------------------------------------------------------- | --- | --- |
| ja BW | Datei hochladen | Kath. Pfarrkirche hl. Donatus, Pfarrhof und Mesnerhaus HERIS-ID: 50961 Objekt-ID: 56491                | Altenmarkt bei Fürstenfeld 1, bei Standort KG: Altenmarkt bei Fürstenfeld | Die Kirche wurde nach 1234 erbaut, war ursprünglich romanisch, nach 1300 erfolgte der Anbau eines gotischen Chors mit 5/8-Schluss und Kreuzrippengewölbe. 1686 erfolgte die Pfarrerhebung, die Kirche wurde barock umgestaltet und in Folge wurden Pfarrhof und Mesnerhaus erbaut. | BDA-Hist.: Q1802034 Status: Bescheid Stand der BDA-Liste: 2025-06-30 Name: Kath. Pfarrkirche hl. Donatus, Pfarrhof und Mesnerhaus GstNr.: 1 Pfarrkirche Altenmarkt bei Fürstenfeld |
| ja    | Datei hochladen | Mariensäule HERIS-ID: 23636 Objekt-ID: 19993                                                           | Kirchplatz Standort KG: Altenmarkt bei Fürstenfeld                        | Die Figur der Maria im Stil der 2. Hälfte des 17. Jahrhunderts steht auf erneuerter Säule und Sockel. | BDA-Hist.: Q37877889 Status: § 2a Stand der BDA-Liste: 2025-06-30 Name: Mariensäule GstNr.: 23 Mariensäule Altenmarkt bei Fürstenfeld |
| ja    | Datei hochladen | Windisch-Kapelle HERIS-ID: 23637 Objekt-ID: 19994                                                      | Standort KG: Altenmarkt bei Fürstenfeld                                   | Die Figur des Wieser Geißelchristus stammt aus dem 18. Jahrhundert. | BDA-Hist.: Q37877906 Status: § 2a Stand der BDA-Liste: 2025-06-30 Name: Windisch-Kapelle GstNr.: 13 |
| ja    | Datei hochladen | Jobst-Kapelle HERIS-ID: 23638 Objekt-ID: 19995                                                         | Standort KG: Altenmarkt bei Fürstenfeld                                   | | BDA-Hist.: Q37877915 Status: § 2a Stand der BDA-Liste: 2025-06-30 Name: Jobst-Kapelle GstNr.: 569 |
| BW    | Datei hochladen | Hügelgräber und Siedlung Schröttenwald/Steinfeld HERIS-ID: 112216 Objekt-ID: 130288                    | Schröttenwald Standort KG: Altenmarkt bei Fürstenfeld                     | Das Hügelgräberfeld besteht aus 12 Objekten, die bereits Grabungsspuren aufweisen. | BDA-Hist.: Q37829610 Status: Bescheid Stand der BDA-Liste: 2025-06-30 Name: Hügelgräber und Siedlung Schröttenwald/Steinfeld GstNr.: 202, 199, 204, 200 |
| ja    | Datei hochladen | Bildstock, Pestkreuz HERIS-ID: 23321 Objekt-ID: 19673                                                  | bei Aschbach 43 Standort KG: Aschbach                                     | Pestkreuz von Spitzhart – Aus dem 17. Jahrhundert, wo die Pest viele Opfer forderte. Neubemalung des fünfeckigen Bildstockes mit den fünfzehn Rosenkranz-Bildern durch den Bad Gleichenberger Künstler Stefan Maitz im Jahre 2011, der diesen schon 1956 gestaltet hatte. | BDA-Hist.: Q37875644 Status: Bescheid Stand der BDA-Liste: 2025-06-30 Name: Bildstock, Pestkreuz GstNr.: 865/3 Bildstock, Pestkreuz (Aschbach bei Fürstenfeld) |
| ja    | Datei hochladen | Rathaus Grazer Tor HERIS-ID: 23291 Objekt-ID: 19643                                                    | Augustinerplatz 1 Standort KG: Fürstenfeld                                | Das Grazer Tor ist ein zweigeschoßiger Torbau, Teil der alten Stadtbefestigung, errichtet 1565 anstelle eines einfachen Stadttores. Durch mehrere Umbauten, auch infolge von Kriegsschäden 1945, verändert. Das Gebäude dient heute als Rathaus. | BDA-Hist.: Q37875526 Status: § 2a Stand der BDA-Liste: 2025-06-30 Name: Rathaus Grazer Tor GstNr.: .231/1, .231/2, 1760/1 Grazer Tor, Fürstenfeld |
| ja    | Datei hochladen | Bürgerhaus HERIS-ID: 23286 Objekt-ID: 19638                                                            | Augustinerplatz 2 Standort KG: Fürstenfeld                                | | BDA-Hist.: Q37875515 Status: § 2a Stand der BDA-Liste: 2025-06-30 Name: Bürgerhaus GstNr.: 194 Bürgerhaus Augustinerplatz 2, Fürstenfeld |
| ja    | Datei hochladen | Altes Rathaus, Musikschule HERIS-ID: 23292 Objekt-ID: 19644                                            | Bismarckstraße 8 Standort KG: Fürstenfeld                                 | Das Freihaus der Wilfersdorfer wurde als Ersatz für den abgetragenen Stadtturm 1570 von Jonas von Wilfersdorf erbaut. Das Gebäude wurde 1651 von der Stadt erworben und diente bis 1848 als Rathaus, danach war es Bezirksgericht und ist seit 1973 Musikschule. Das Gebäude ist zweigeschoßig, hat seitlich risalitartig vorspringende, geböschte Turmunterbauten, gewölbte Räume im Erdgeschoß, in der Mitte einen kleinen Balkon und innen einen Pfeilerarkadenhof. Das Gebäude wurde 1683 bei der Explosion des Pulverturms schwer beschädigt, was 1699 zum Abbruch der rückwärtigen Teile führte. Die beiden, auf einer Ansicht Vischers aus dem Jahre 1680 sichtbaren, achteckigen Fassadentürme wurden 1756 und 1774 wegen Einsturzgefahr auf die heutige Höhe gekürzt und neu eingedeckt. | BDA-Hist.: Q37875541 Status: § 2a Stand der BDA-Liste: 2025-06-30 Name: Altes Rathaus, Musikschule GstNr.: .203 Altes Rathaus Fürstenfeld |
| ja    | Datei hochladen | Figur hl. Johannes Nepomuk HERIS-ID: 23280 Objekt-ID: 19632                                            | Grazer Platz Standort KG: Fürstenfeld                                     | Die Statue stammt aus der Zeit um 1730. | BDA-Hist.: Q37875467 Status: § 2a Stand der BDA-Liste: 2025-06-30 Name: Figur hl. Johannes Nepomuk GstNr.: 81/1 |
| ja    | Datei hochladen | Figur Johannes der Täufer HERIS-ID: 23281 Objekt-ID: 19633                                             | Grazer Platz Standort KG: Fürstenfeld                                     | Die Statue Johannes des Täufers stammt aus der Zeit um 1730. | BDA-Hist.: Q37875483 Status: § 2a Stand der BDA-Liste: 2025-06-30 Name: Figur Johannes der Täufer GstNr.: 81/1 |
| ja    | Datei hochladen | Mariensäule HERIS-ID: 25923 Objekt-ID: 22374                                                           | Grazer Platz Standort KG: Fürstenfeld                                     | Die Marienstatue auf dem Grazer Platz steht auf einem klassizistischen Sockel und stammt aus dem Jahre 1720. Sie wurde 1915 renoviert. | BDA-Hist.: Q37897427 Status: § 2a Stand der BDA-Liste: 2025-06-30 Name: Mariensäule GstNr.: 1723/1 Mariensäule Grazerplatz Fürstenfeld |
| ja    | Datei hochladen | Mariensäule HERIS-ID: 25922 Objekt-ID: 22373                                                           | Hauptplatz Standort KG: Fürstenfeld                                       | Die Mariensäule von J. Fellner wurde 1664 auf dem Hauptplatz errichtet. 1954 renoviert. | BDA-Hist.: Q37897421 Status: § 2a Stand der BDA-Liste: 2025-06-30 Name: Mariensäule GstNr.: 1724/9 Mariensäule Hauptplatz Fürstenfeld |
| ja    | Datei hochladen | Friedhofskapelle, Josefikapelle HERIS-ID: 23283 Objekt-ID: 19635                                       | Josefigasse 9 Standort KG: Fürstenfeld                                    | Die Josephikapelle wurde 1694 als Friedhofskirche erbaut und war bis 1832 Filiale der Stadtpfarrkirche. Seit damals dient die Kirche als Tabakmagazin. Die Kapelle wurde in der 2. Hälfte des 18. Jahrhunderts erweitert. | BDA-Hist.: Q37875496 Status: § 2a Stand der BDA-Liste: 2025-06-30 Name: Friedhofskapelle, Josefikapelle GstNr.: 2011 Friedhofskapelle, Josefikapelle |
| ja    | Datei hochladen | Johanniter-Ordenskommende HERIS-ID: 4586 Objekt-ID: 432                                                | Kirchenplatz 1a Standort KG: Fürstenfeld                                  | Die Kommende, die Fürsterfelder Niederlassung des Johanniterordens, wurde nach 1200 gegründet und war damit die älteste im ganzen Habsburgerreich. Früher mit Pfarrhof und Kirche verbunden, sind nach den Kriegsschäden 1945 nur noch der Nordtrakt und ein kurzer Westflügel, beide zweigeschoßig, erhalten geblieben, das ehemalige dreigeschoßige Kastengebäude und der Südflügel wurden zerstört. Im Kern stammt das Gebäude aus dem Mittelalter, im 17. Jahrhundert wurden ein Schornstein (bez. 1667) und im 18. Jahrhundert hofseitige Pfeilerarkaden (über dem Aufgang mit 1721 bezeichnet) hinzugefügt. Neben der Kirche auf einem Torbogen ein Wappenstein mit Malteserkreuz, bezeichnet mit 1529. | BDA-Hist.: Q38003255 Status: Bescheid Stand der BDA-Liste: 2025-06-30 Name: Johanniter-Ordenskommende GstNr.: .123/1, .123/2, 1765 Sovereign Military Order of Malta buildings in Fürstenfeld                                                                                                |
| ja    | Datei hochladen | Kath. Pfarrkirche hl. Johannes der Täufer HERIS-ID: 4587 Objekt-ID: 433                                | Kirchenplatz 2 Standort KG: Fürstenfeld                                   | Bereits 1170 dürfte es einen Kirchenbau am selben Standort gegeben haben. Das heutige Aussehen erhielt die Kirche durch einen Umbau im Rokokostil 1773–1779, nachdem sie beim Hajdukeneinfall 1605 schwer verwüstet wurde. Der damals vorhandene zweite Turm wurde abgetragen, die Kirche verbreitert und vier Oratorien eingebaut. Der Kirchenchor und die Sakristei erhielten ihre heutige Gestalt. Zu dieser Zeit verfügte die Kirche bereits über einen Zwiebelturm, der 1853 erneuert wurde. | BDA-Hist.: Q38003329 Status: § 2a Stand der BDA-Liste: 2025-06-30 Name: Kath. Pfarrkirche hl. Johannes der Täufer GstNr.: .122 Pfarrkirche Fürstenfeld |
| ja    | Datei hochladen | Pfarrhof HERIS-ID: 4585 Objekt-ID: 431                                                                 | Kirchenplatz 3 Standort KG: Fürstenfeld                                   | Der Stadtpfarrhof aus dem Jahre 1723 bildet mit der Kommende eine geschlossene zweigeschoßige Baugruppe. Innen eine Pietà aus dem Jahre 1420, ein Bildnis des hl. Augustinus aus dem 18. Jahrhundert aus der ehemaligen Augustinerkirche und eine Pietà vom Ende des 18. Jahrhunderts aus der ehemaligen Wieskapelle. | BDA-Hist.: Q38003134 Status: Bescheid Stand der BDA-Liste: 2025-06-30 Name: Pfarrhof GstNr.: .121 |
| ja    | Datei hochladen | Anlage ehem. Tabakfabrik/Areal ehem. landesfürstliche Burg HERIS-ID: 111493 Objekt-ID: 129327seit 2013 | Kirchenplatz 5, Fabriksgasse 1, 1a, 3, 5 Standort KG: Fürstenfeld         | Die Burg ist eine landesfürstliche Gründung aus der Zeit um 1070. Die Anlage wurde öfter zerstört und neu errichtet, die heutige Erscheinung stammt aus dem 16. bis 19. Jahrhundert. Von 1776 bis Ende des 20. Jahrhunderts war hier eine Tabakfabrik untergebracht. Es ist eine dreiflügelige zweigeschoßige Anlage um einen Pfeilerarkadenhof, die an die alte Stadtbefestigung anschließt. | BDA-Hist.: Q37824301 Status: Bescheid Stand der BDA-Liste: 2025-06-30 Name: Anlage ehem. Tabakfabrik/Areal ehem. landesfürstliche Burg GstNr.: .117/1, .118/1, .118/2, 263/2, 265/11, 244/3, 1725/4, 263/1, .118/3, .118/4, 265/1 Anlage ehem. Tabakfabrik/Areal ehem. landesfürstliche Burg |
| ja    | Datei hochladen | Ehemalige Augustiner-Eremiten Kirche HERIS-ID: 23285 Objekt-ID: 19637                                  | Klostergasse 2 Standort KG: Fürstenfeld                                   | Von 1365 bis 1368 als prunklose Bettelordenskirche mit angrenzendem Kloster erbaut und in den folgenden unterschiedlichen Stilepochen erweitert und umgestaltet. Ab 1964 wurde das einsturzgefährdete Gebäude umfangreich saniert, das Kloster wurde abgetragen. | BDA-Hist.: Q19259825 Status: § 2a Stand der BDA-Liste: 2025-06-30 Name: Ehemalige Augustiner-Eremiten Kirche GstNr.: .228/2 Ehemalige Augustiner-Eremiten Kirche Fürstenfeld |
| ja    | Datei hochladen | Ansitz, sog. Pfeilburg HERIS-ID: 23293 Objekt-ID: 19645                                                | Klostergasse 18 Standort KG: Fürstenfeld                                  | Der Kern der Pfeilburg, der Schwarzturm (auch Swartzturm) genannte Wehrturm, stammt aus dem 13. Jahrhundert und ist damit einer der wenigen erhaltenen mittelalterlichen Wohntürme in der Steiermark. Das Gebäude wurde 1490 von Hans Pfeilberg erworben, der den Wiederaufbau nach dem Ungarneinfall von 1480 begann, 1550 gelangte es an Max Ruepp, der Turm und Behausung ausbaute und ab 1568 den Namen Pfeilberg führen durfte. Das Gebäude wurde im 16. Jahrhundert zum Freihaus. 1691 kaufte Christoph Liscutin die Pfeilburg und errichtete hier die erste Tabakfabrik Österreichs, eine die Stadt bis ins 20. Jahrhundert prägende Entscheidung. 1725 erwarb die Stadt das Gebäude, es waren hier eine Schule bis 1782, eine Kaserne, ein Militärspital und zuletzt ein Armenhaus und Kriegsgefangenenlager untergebracht. Danach blieb das Gebäude ungenutzt und verfiel zusehends. Der Museumsverein rettete 1975 die Anlage vor dem Abbruch und von 1995 bis 1999 erfolgte eine umfassende Sanierung. Dann wurden darin Kruzitürken- und Tabakmuseum etabliert. Heute (2021) betreibt die Stadtwerke Fürstenfeld GmbH das Museum Pfeilburg, das Stadt- und Zeitgeschichte zeigt. Siehe: http://www.museum-pfeilburg.at/ Der dreigeschoßige Bau stammt im Kern aus der 2. Hälfte des 16. Jahrhunderts, davon noch der Renaissance-Erker zum Hof und das Rustikaportal. An der Südostecke gegen den dahinter liegenden Kavalier sind noch Mauerreste des alten Wehrturms erkennbar. Im 4. Viertel des 17. Jahrhunderts erfolgte ein im rechten Winkel angefügter, turmartiger Zubau, das Hauptgebäude wurde mit zweigeschoßigen Pfeilerarkaden versehen. Innen sind noch einige Stuckdecken aus der Bauzeit erhalten. | BDA-Hist.: Q37875555 Status: Bescheid Stand der BDA-Liste: 2025-06-30 Name: Ansitz, sog. Pfeilburg GstNr.: .224/2 Pfeilburg, Fürstenfeld |
| ja    | Datei hochladen | Realschule (Gymnasium (Altbau) – Haupttrakt) HERIS-ID: 2291seit 2021                                   | Realschulstraße 6 Standort KG: Fürstenfeld                                | Der Haupttrakt des Gymnasiums (heute Bundeshandelsakademie Fürstenfeld) mit dem charakteristischen Dachreiter wurde 1913–1918 erbaut. | BDA-Hist.: Q107643440 Status: Bescheid Stand der BDA-Liste: 2025-06-30 Name: Fürstenfeld – Realschule GstNr.: .648, 289/2 |
| ja    | Datei hochladen | Ehemalige Knabenvolksschule, jetzt Neue Mittelschule HERIS-ID: 4570 Objekt-ID: 416                     | Schillerplatz 1, 2 Standort KG: Fürstenfeld                               | Die Schule wurde im Jahr 1904 erbaut. | BDA-Hist.: Q37998421 Status: § 2a Stand der BDA-Liste: 2025-06-30 Name: Knabenvolksschule GstNr.: 1831 Neue Mittelschule Fürstenfeld |
| ja    | Datei hochladen | Wieskapelle HERIS-ID: 23302 Objekt-ID: 19654                                                           | Wieskapellenweg 52 Standort KG: Fürstenfeld                               | Die südlich der Stadt gelegene Wieskapelle wurde 1770 gestiftet. Sie besteht aus einem querliegenden, ovalen Hauptraum mit einem kleinen Chor, der Altar zeigt den Wieser Geiselchristus. 1967 wurde die Kapelle zu einer Gedenkstätte für Ferdinand Prirsch umgewandelt und mit Malereien von Franz Weiss eingerichtet. | BDA-Hist.: Q37875569 Status: § 2a Stand der BDA-Liste: 2025-06-30 Name: Wieskapelle GstNr.: .260 Wieskapelle (Fürstenfeld) |
| ja    | Datei hochladen | Ziegelmauer der Mühlbastei HERIS-ID: 25925 Objekt-ID: 22376                                            | Standort KG: Fürstenfeld                                                  | Nach mehreren Türkenüberfällen auf die Stadt wurde 1577 damit begonnen, die Stadtbefestigung zu verstärken. Anstelle der mittelalterlichen Stadttürme an den Ecken der Stadtmauer wurden vorspringende Basteien errichtet. Wegen finanzieller und bautechnischer Probleme wurde der weit umfangreicher geplante Festungsausbau nach einfacheren Plänen 1581 fertiggestellt. Die Befestigung wurde 1775 aufgelassen und ab 1990 renoviert. | BDA-Hist.: Q37897441 Status: § 2a Stand der BDA-Liste: 2025-06-30 Name: Ziegelmauer der Mühlbastei GstNr.: 195/5 |
| ja    | Datei hochladen | Ungarbastei HERIS-ID: 25926 Objekt-ID: 22377                                                           | Standort KG: Fürstenfeld                                                  | Nach mehreren Türkenüberfällen auf die Stadt, wurde 1577 damit begonnen die Stadtbefestigung zu verstärken. Anstelle der mittelalterlichen Stadttürme an den Ecken der Stadtmauer wurden vorspringende Basteien nach Plänen des Militärarchitekten Simone Genga errichtet, 1579 durch Baumeister Francesco Marmoro erhöht und erweitert. Wegen finanzieller und bautechnischer Probleme wurde der weit umfangreicher geplante Festungsausbau nach einfacheren Plänen 1581 fertiggestellt. Die Befestigung wurde 1775 aufgelassen und ab 1990 renoviert. | BDA-Hist.: Q37897454 Status: § 2a Stand der BDA-Liste: 2025-06-30 Name: Ungarbastei GstNr.: 272/4, 118/8 |
| ja    | Datei hochladen | Bastei mit Kavalier hinter der Pfeilburg HERIS-ID: 25928 Objekt-ID: 22379                              | Standort KG: Fürstenfeld                                                  | Nach mehreren Türkenüberfällen auf die Stadt, wurde 1577 damit begonnen die Stadtbefestigung zu verstärken. Anstelle der mittelalterlichen Stadttürme an den Ecken der Stadtmauer wurden vorspringende Basteien errichtet. Wegen finanzieller und bautechnischer Probleme wurde der weit umfangreicher geplante Festungsausbau nach einfacheren Plänen 1581 fertiggestellt. Die Befestigung wurde 1775 aufgelassen und ab 1990 renoviert. | BDA-Hist.: Q37897466 Status: § 2a Stand der BDA-Liste: 2025-06-30 Name: Bastei mit Kavalier hinter der Pfeilburg GstNr.: 134/1, 110/3 |
| ja    | Datei hochladen | Augustinerbastei, Klosterbastei HERIS-ID: 24031 Objekt-ID: 20404                                       | Standort KG: Fürstenfeld                                                  | Nach mehreren Türkenüberfällen auf die Stadt, wurde 1577 damit begonnen die Stadtbefestigung zu verstärken. Anstelle der mittelalterlichen Stadttürme an den Ecken der Stadtmauer wurden vorspringende Basteien errichtet. Wegen finanzieller und bautechnischer Probleme wurde der weit umfangreicher geplante Festungsausbau nach einfacheren Plänen 1581 fertiggestellt. Die Befestigung wurde 1775 aufgelassen und ab 1990 renoviert. | BDA-Hist.: Q37881129 Status: § 2a Stand der BDA-Liste: 2025-06-30 Name: Augustinerbastei, Klosterbastei GstNr.: 82/1 |
| ja    | Datei hochladen | Befestigungsanlage Vorwerk HERIS-ID: 25187 Objekt-ID: 21603                                            | Standort KG: Fürstenfeld                                                  | | BDA-Hist.: Q37891010 Status: § 2a Stand der BDA-Liste: 2025-06-30 Name: Befestigungsanlage Vorwerk GstNr.: 57/2 |
| ja    | Datei hochladen | Bildstock Pestkreuz HERIS-ID: 23303 Objekt-ID: 19655                                                   | Standort KG: Fürstenfeld                                                  | | BDA-Hist.: Q37875584 Status: § 2a Stand der BDA-Liste: 2025-06-30 Name: Bildstock Pestkreuz GstNr.: 1735/1 |
| ja    | Datei hochladen | Evang. Pfarrkirche A.B. Heilandskirche HERIS-ID: 4581 Objekt-ID: 427                                   | Standort KG: Fürstenfeld                                                  | Die evangelische Heilandskirche wurde 1908–1910 von Otto Kuhlmann im Sezessionsstil erbaut. Die Einrichtung stammt aus der Bauzeit, der Kanzelaltar mit Wandbild von Birkle und Thomer. Im Hauptraum einfache hölzerne Emporen und eine Musikempore für die Orgel. Draußen am Ostgiebel über dem Eingangsbereich eine Heilandsfigur. | BDA-Hist.: Q38002885 Status: § 2a Stand der BDA-Liste: 2025-06-30 Name: Evang. Pfarrkirche A.B. Heilandskirche GstNr.: .614 Evangelische Heilandskirche Fürstenfeld |
| ja    | Datei hochladen | Pfarrhof HERIS-ID: 23316 Objekt-ID: 19668                                                              | Söchau 1 Standort KG: Söchau                                              | Der Pfarrhof stammt aus der Zeit um 1730. | BDA-Hist.: Q37875618 Status: § 2a Stand der BDA-Liste: 2025-06-30 Name: Pfarrhof GstNr.: 1307/2 Pfarrhof Söchau |
| ja    | Datei hochladen | Bildstock HERIS-ID: 23317 Objekt-ID: 19669                                                             | Standort KG: Söchau                                                       | | BDA-Hist.: Q37875631 Status: § 2a Stand der BDA-Liste: 2025-06-30 Name: Bildstock GstNr.: 1384/3 |
| ja    | Datei hochladen | Kath. Pfarrkirche hl. Veit HERIS-ID: 23314 Objekt-ID: 19666                                            | Standort KG: Söchau                                                       | Ursprünge einer romanischen Kirche gehen ins 12. Jahrhundert zurück. 1662 bis 1667 wurde das Kirchenschiff im Barock erneuert, 1780 erhielt die Kirche ihren Zwiebelturm. Die Figur des hl. Vitus im Inneren stammt aus dem Jahre 1520. | BDA-Hist.: Q37875604 Status: § 2a Stand der BDA-Liste: 2025-06-30 Name: Kath. Pfarrkirche hl. Veit GstNr.: .1/1, 1291 Pfarrkirche Söchau |
| ja    | Datei hochladen | Papstkapelle HERIS-ID: 23646 Objekt-ID: 20004                                                          | bei Speltenbach 34 Standort KG: Speltenbach                               | | BDA-Hist.: Q37877964 Status: § 2a Stand der BDA-Liste: 2025-06-30 Name: Papstkapelle GstNr.: 731 |
| ja    | Datei hochladen | Ortskapelle hl. Susanna HERIS-ID: 23645 Objekt-ID: 20003                                               | Standort KG: Speltenbach                                                  | | BDA-Hist.: Q37877952 Status: § 2a Stand der BDA-Liste: 2025-06-30 Name: Ortskapelle hl. Susanna GstNr.: 876 |
| ja    | Datei hochladen | Prähistorische Siedlung Buchwald HERIS-ID: 58677 Objekt-ID: 69448                                      | Buchwald Stadtbergen Standort KG: Stadtbergen                             | | BDA-Hist.: Q38084333 Status: Bescheid Stand der BDA-Liste: 2025-06-30 Name: Prähistorische Siedlung Buchwald GstNr.: 26, 25, 27/1 |
| ja    | Datei hochladen | Hofbergkapelle HERIS-ID: 5772 Objekt-ID: 1646                                                          | Standort KG: Tautendorf                                                   | | BDA-Hist.: Q37850336 Status: § 2a Stand der BDA-Liste: 2025-06-30 Name: Hofbergkapelle GstNr.: .21 |
| ja    | Datei hochladen | Figur hl. Johannes Nepomuk HERIS-ID: 4714 Objekt-ID: 570                                               | Übersbach 104 Standort KG: Übersbach                                      | Johannes Nepomuk, bei der Brücke am Hartl-Bach | BDA-Hist.: Q38044873 Status: § 2a Stand der BDA-Liste: 2025-06-30 Name: Figur hl. Johannes Nepomuk GstNr.: .136 |
| ja    | Datei hochladen | Kath. Filialkirche, hl. Johannes der Täufer HERIS-ID: 4711 Objekt-ID: 567                              | Übersbach 2a Standort KG: Übersbach                                       | Herrand von Wildon übergibt seine Übersbacher Eigenkirche, die 1197 vom Salzburger Erzbischof geweiht worden war, dem Johanniterorden samt dem Zehentrecht. Um 1250–1790 war diese Kirche eine Filialkirche der Pfarre Altenmarkt. 1605 wurde sie von Hajduken zerstört und im 17. Jahrhundert vergrößert wieder aufgebaut. Seit 1790 ist sie eine Filiale der Pfarre Söchau. | BDA-Hist.: Q38043852 Status: § 2a Stand der BDA-Liste: 2025-06-30 Name: Kath. Filialkirche, hl. Johannes der Täufer GstNr.: 1713 Filialkirche Übersbach |
| ja    | Datei hochladen | Schloss Welsdorf HERIS-ID: 37506 Objekt-ID: 36672                                                      | Schlossweg 25 Standort KG: Übersbach                                      | Das Schloss geht auf einen um 1550 ausgebauten Ansitz zurück, der nach Zerstörungen 1605 langsam wiederaufgebaut und nach 1701 zum Sommersitz der Pröpste von Stift Pöllau wurde. Es liegt auf einem langgestreckten Hügel, ein zweigeschoßiger Arkadenhof mit flachbogigen Pfeilerarkaden wird an drei Seiten von Wohntrakten umschlossen. Die vierte Seite wurde im 18. Jahrhundert abgerissen. Von den vier wuchtigen, pyramidenbedachten Ecktürmen sind noch drei erhalten. Der älteste Teil des Schlosses war die 1635 geweihte Kapelle Maria Schnee, die allerdings 1945 zerstört und zeitgenössisch wiederaufgebaut wurde. Von den Mauern und Basteien ist nichts mehr erhalten. | BDA-Hist.: Q37975914 Status: Bescheid Stand der BDA-Liste: 2025-06-30 Name: Schloss Welsdorf GstNr.: 809/3 Schloss Welsdorf |
| ja    | Datei hochladen | Mariensäule HERIS-ID: 4712 Objekt-ID: 568                                                              | Standort KG: Übersbach                                                    | Die Mariensäule wurde nach der Türkenschlacht bei Mogersdorf im Jahre 1664 errichtet und stammt vermutlich vom Hartberger Bildhauer Johannes Fellner. Umrahmt vom Kriegerdenkmal für die Gefallenen und Vermissten der beiden Weltkriege. | BDA-Hist.: Q38044277 Status: § 2a Stand der BDA-Liste: 2025-06-30 Name: Mariensäule GstNr.: 1611 Mariensäule Übersbach |